# ヴィルヘルム4世 (ユーリヒ伯)
ヴィルヘルム4世（Wilhelm IV., 1210年 - 1278年3月16日）は、ユーリヒ伯（在位：1225年 - 1278年）。1230年ごろのユーリヒの町の紋章には2つの塔と門を備えた狭間壁が描かれているが、その門にはヴィルヘルム4世のライオンの紋章が掲げられていた。

## 生涯
父ヴィルヘルム3世（1219年没）が亡くなったとき、ヴィルヘルム4世はまだ未成年であった。ヴィルヘルム4世がユーリヒ伯として、1219年に父がドイツ騎士団にジールスドルフとニーデッゲンの教会を寄贈したことを追認したのは、その6年後の1225年のことであった。その後数年間、ヴィルヘルム4世は領土を強化し、拡大させていった。
1234年、ヴィルヘルムはユーリヒを都市に昇格させたが、このとき、ケルン大司教の権利については考えられていなかった。ケルン大司教とユーリヒ伯領との間には争いが絶えなかったが、これにより争いが激化し、1239年に大司教はユーリヒの町を破壊した。その後、ヴィルヘルムは支配を拡大させ、1240年頃にケルン大司教と再び衝突し、ホッホシュターデン家の遺産の一部を奪取した。この遺産からミュンスターアイフェル周辺の土地がヴィルヘルムのものとなった。ケルン大司教コンラート・フォン・ホッホシュターデンのもとで、両者の争いが明らかとなった。この過程で、ヴィルヘルムは1267年のツュルピッヒの戦いで大司教エンゲルベルト2世（1274年没）を捕らえ、1271年までの3年半、ニデッゲンの城に幽閉した。その後、交渉が不調に終わった後、教皇クレメンス4世はユーリヒに対し秘蹟執行禁止命令を布告した。大司教ジークフリート・フォン・ヴェスターブルクの統治下において、さらなる紛争が起こった。
1265年から1269年にかけて、ヴィルヘルムは国境の古い要塞の跡地に自らの名を冠したヴィルヘルムシュタイン城を建設した。
1278年3月16日、ヴィルヘルム4世は息子のヴィルヘルムとローラント (他の資料では3人の息子) とともにアーヘンに入り、ハプスブルク家のルドルフ1世のために税金を徴収した。騒動が勃発し、ヴィルヘルム4世は息子らとともにアーヘン市民に殺害された。アーヘンの伝説によると、ヴィルヘルムは夜間に町を制圧しようとし、鍛冶屋に殺されたといわれている。
1280年9月20日にシェーナウ城でアーヘンとヴィルヘルム4世の未亡人リヒャルダの間で締結された補償条約では、アーヘンは多額の賠償金を支払い、贖罪の祭壇を4つ建てることを義務付けられた。
契約締結後、ヴィルヘルムの遺体はアーヘンのヴァイスフラウエン修道院からニデッゲンに移送され、ニデッゲン城下の聖ヨハネ洗礼者教会に埋葬された。ヴィルヘルム4世の墓には、この出来事に関するラテン語の碑文が刻まれていた。
2019年8月にニデッゲンの聖ヨハネ洗礼者教会で行われた地質調査で、聖域の下に3.16×3.43メートルの納骨堂がある可能性が示され、そこには「2つの石棺のための空間がある」と示された。ヴィルヘルム4世とリヒャルダがそこに埋葬されていると考えられている。
ヴィルヘルムの死後、残された息子のヴァルラム、ゲルハルト、オットーは、母リヒャルダの指揮の下、共同で伯爵領を統治した。1280年にはリヒャルダがユーリヒ家の代表として確認され、聖職者の地位のみで記されていたヴァルラムがユーリヒ伯と呼ばれるようになったのは1283年になってからである。ヴァルラムの死後、弟のゲルハルトがユーリヒ伯位を継承した。

## 結婚と子女
1237年の結婚契約によると、ヴィルヘルム4世はゲルデルン伯ゲルハルト4世の娘、マルガレーテ・フォン・ゲルデルンとの結婚を約束していた。しかし遅くとも1251/52年までに、ヴィルヘルム4世はマルガレーテの妹リヒャルダと結婚していた。ヴィルヘルム4世が最初にマルガレーテと結婚し、次にリヒャルダと結婚したのか、それともマルガレーテではなくリヒャルダと結婚したのかは不明である。
ヴィルヘルム4世には以下の子女がいた。
- ヴィルヘルム（1278年没） - アーヘンにおいて殺害された
- ローラント（1278年没） - アーヘンにおいて殺害された
- ヴァルラム（1240/5年 - 1297年） - ユーリヒ伯
- ゲルハルト5世（1250年以前 - 1328年） - ユーリヒ伯
- オットー（1288年以前没） - マーストリヒトの聖セルファース教会の首席司祭
- マルガレーテ（1293年没） - ディーター5世・フォン・カッツェンエルンボーゲンと結婚
- マティルデ（1279年以前没）
- リヒャルダ - ニーダーザルム伯ヴィルヘルムと結婚
- ペロネッタ（1304年以前没） - アルンスベルク伯ルートヴィヒ（1313年没）と結婚
- カタリーナ - ケルン城伯ヨハン・フォン・アレンベルクと結婚
- ブランシュフロール - シュポンハイム伯ハインリヒ1世と結婚
- マティルデ

ヴィルヘルムはリヒャルダの息子であり、長男であると証明されている。ヴィルヘルム4世がマルガレーテと結婚していたとしても、マルガレーテとの間には息子はいなかった。娘のうち、マルガレーテ、姉のマティルデ、リヒャルダは資料には記載されていないため、マルガレーテとの結婚で生まれた可能性がある。